# Luscinia phoenicuroides
El colirrojo ventriblanco (Luscinia phoenicuroides) es una especie de ave paseriforme de la familia Muscicapidae que habita en el sur de Asia. Se consideraba la única especie del género Hodgsonius hasta 2010, cuando los análisis genéticos indicaron que debía incormporarse al género Luscinia.

## Distribución y hábitat

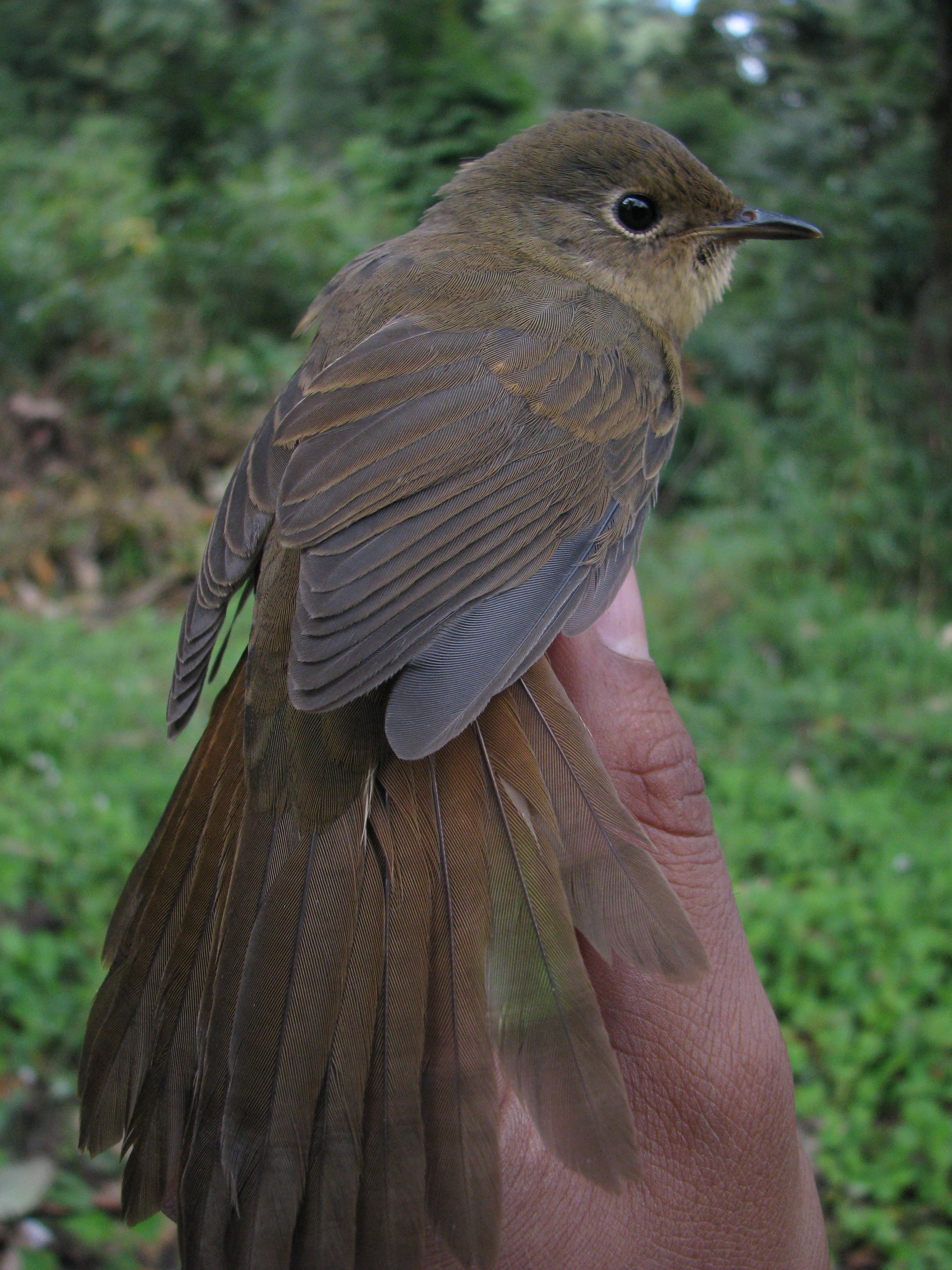
Hembra juvenil en Arunachal Pradesh, India.

Se extiende por los bosques templados de las laderas del Himalaya, distribuido por Bután, norte de la India y Nepal, además de por Birmania, el oeste de China, Pakistan, y el norte de Laos, Tailandia y Vietnam,